# محوطه علیرضاوندی ۲
محوطه علیرضاوندی ۲ در شهرستان گیلانغرب، بخش مرکزی، دهستان گورسفید، ۶۸۰ متری جنوب غرب روستای علیرضاوندی واقع شده و این اثر در تاریخ ۲۶ اسفند ۱۳۸۷ با شمارهٔ ثبت ۲۵۶۰۳ به‌عنوان یکی از آثار ملی ایران به ثبت رسیده است.